# Jeannine Davis-Kimball
Jeannine Davis-Kimball (* 23. November 1929 in Driggs, Idaho; † 3. April 2017 in Ventura, Kalifornien) war eine US-amerikanische Archäologin.

## Leben
Jeannine Davis-Kimball war die Tochter von Elmer J. und Cora Kimball. Ihr erster Ehemann war DeWayne Hargett, mit dem sie 6 Kinder bekam, von dem sie sich jedoch scheiden ließ. Sie heiratete erneut, und zwar Warren B. Matthew im Jahr 1987.
Jeannine Davis-Kimball studierte 1972 an der Autonomen Universität von Madrid in Spanien. An der California State University, Northridge absolvierte sie 1978 den Bachelor of Arts und erwarb an der University of California, Berkeley 1988 den Ph.D. (Doctor of Philosophy).
Im Jahre 1985 reiste Kimball im Zuge ihrer Doktorarbeit nach Zentralasien, um sich mit den dort lebenden Nomaden zu befassen. Bei ihren Untersuchungen legte sie den Fokus auf das soziale Leben und vor allem auf die Überlebensfähigkeiten des Volkes, welches scheinbar sehr lange unter harten Klimabedingungen überleben und auch Tiere versorgen konnte. Für Kimball hatte das große Relevanz, da sie selbst auf einer Ranch gelebt hatte und daher wusste, wie schwierig es war, Tiere im Winter zu versorgen.
Da ihre Untersuchungen zunächst in der Sowjetunion vonstattengingen, war es schwierig, Kontakte zu knüpfen. Erschwerend hinzu kam das Tschernobyl-Unglück. Hingegen hatte sie keine Probleme mit der russischen Sprache, da sie diese bereits zur Vorbereitung ihrer Doktorarbeit erlernt hatte. Trotz anfänglicher Schwierigkeiten gelang es ihr, in Kontakt mit einer Sekretärin der kommunistischen Partei zu kommen, welche ihr eine ein-monatige Reise nach Kasachstan ermöglichte. Während diesem Monat arbeitete Kimball eng mit zwei Ethnografen des Institutes für Archäologie zusammen und lernte viel über die verschiedenen Kulturen, die in Kasachstan gelebt hatten. Außerdem konnte sie auf diese Weise Kontakte zu dem Institut für Archäologie und auch der Universität von Kalifornien in Berkeley knüpfen.
Als schließlich die Sowjetunion zusammenbrach, kam ein ehemaliger sowjetischer Archäologe namens Leonid Yablonsky auf sie zu und bot ihr eine Zusammenarbeit an. Zu dieser Zeit gründete sie auch das American Eurasien Research Institute, eine non-profit-Organisation unter dessen Namen sie fortan arbeitete.

## Amazonen-Theorie
Davis-Kimball erforschte Gegenden, in denen es immer noch Frauen in der aktiven Nomadenkultur gibt, die mit Bögen schießen und regelmäßig reiten. So entdeckte sie in der westlichen Mongolei, die überwiegend von  Kasachen bewohnt wird, die von ihr gesuchten genetischen Merkmale bei Frauen.
Die nomadischen Frauen dieser Gegend waren erfahrene Bogenschützen und Reiterinnen, ihre Ausrüstung und ihr Schmuck ähnelten den Funden in den von Davis-Kimball entdeckten Kurgangräbern.
Deswegen suchte sie auch in dieser Region nach ihrem „lebenden Beweis der Amazonen“. Dabei stieß sie auf ein blondes kasachisches Mädchen namens Maryemgül. Diese war mit neun Jahren bereits eine sehr gute Reiterin. Aufgrund des von den anderen Stammesmitgliedern abweichenden Phänotyps (blond, zentralasiatische Züge) des Mädchens ging Davis-Kimball davon aus, dass sie eine Nachfahrin der von ihr in Frauengräbern entdeckten „Amazonen-Frauen“ gefunden habe.
Die schwarzhaarige Mutter des Mädchens teilte auch mit, dass in ihrem Familienverbund sowie in der näheren Umgebung hin und wieder blonde Mädchen auf die Welt kämen.
Um ihre Vermutungen endgültig zu beweisen, ließen Davis-Kimball und Joachim Burger eine genetische Untersuchung durchführen. Sie konnten beweisen, dass die Genetik des kasachischen Mädchens zu fast hundert Prozent mit dem genetischen Profil der in Kurganen entdeckten „Amazonen-Frauen“ übereinstimmte.
Die Verbindung der sagenhaften Amazonen zu dem kasachischen Stamm in der westlichen Mongolei gilt dennoch nicht abschließend als nachgewiesen.